# Collège de Chanac Pompadour

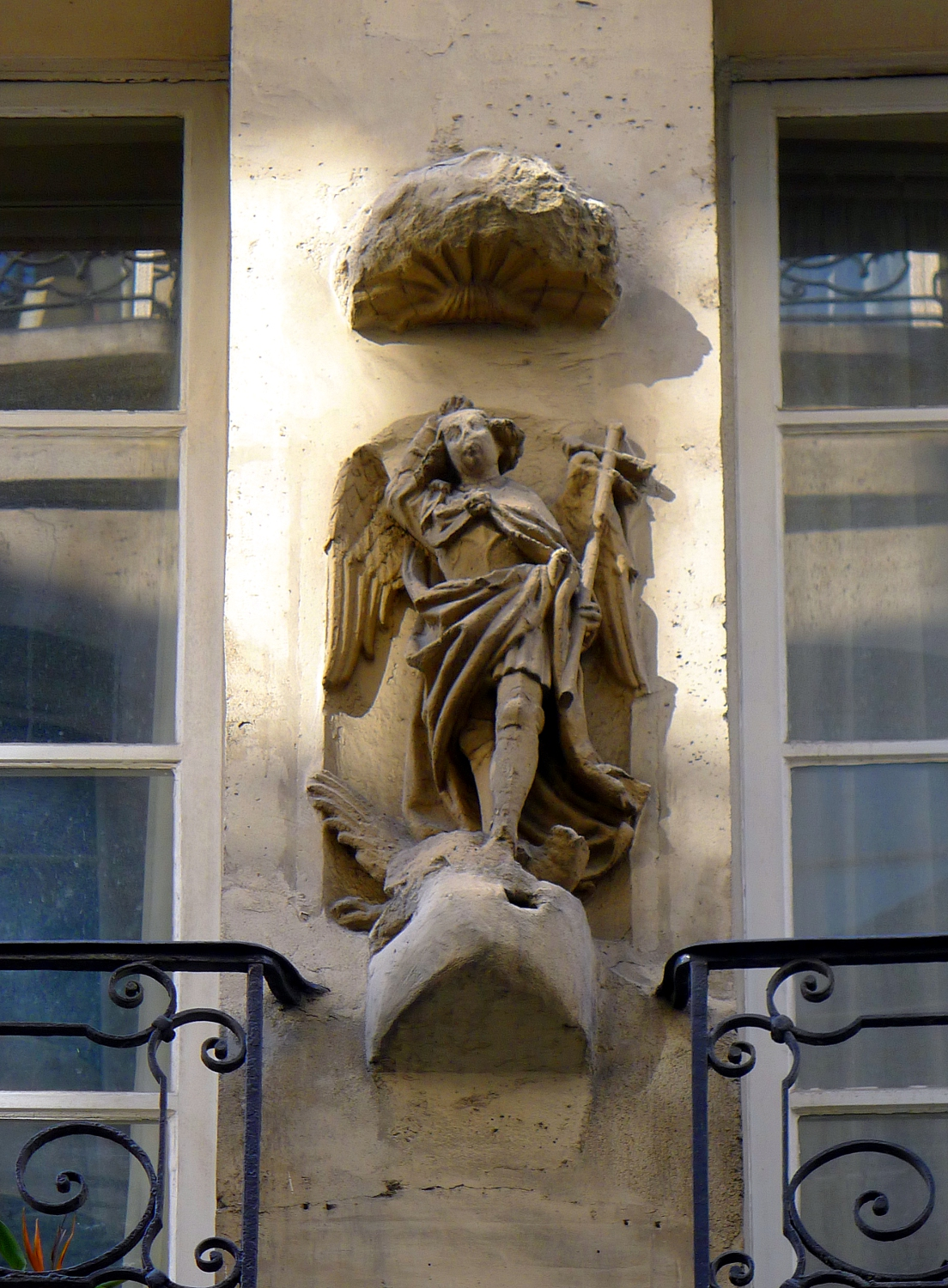
Vestige du collège au no 12 de la rue de Bièvre : la statue de l'archange saint Michel terrassant le dragon.

Le collège de Chanac Pompadour (dit aussi Chenac Pompadour) est un collège de l'ancienne université de Paris, aussi connu sous le nom de collège Saint-Michel.

## Histoire
Le collège de Chanac Pompadour est fondé rue de Bièvre en 1338 par Guillaume de Chanac, patriarche latin d'Alexandrie et évêque de Paris. Cette famille limousine est proche des Pompadour. Par son mariage en 1355 avec Ranulfe Hélie II de Pompadour, Galienne de Chanac amène le collège de Chanac aux Pompadour. Il est réorganisé en 1530. Les boursiers sont au nombre de douze, et originaires du Limousin.
Son entrée principale se trouvait rue Perdue, qui fut ensuite appelée rue Saint-Michel.
Le collège de Chanac Pompadour est intégré au collège Louis-le-Grand en 1763.